# Felice Gimondi
Felice Gimondi (født 29. september 1942 i Sedrina nær Bergamo i Italien, død 16. august 2019) var en italiensk professionel cykelrytter, der tilhørte den absolutte verdenselite.
Efter at have vundet amatørversionen af Tour de France (Tour de l'Avenir), blev Gimondi professionel i 1965 på cykelholdet Salvarani. Da en af holdets medlemmer trak sig fra deltagelse i Tour de France fik Gimondi plads på holdet i sidste øjeblik. Han endte med at vinde hele løbet (Tour de France 1965) og blev italiensk nationalhelt.
Gimondi vandt derudover Giro d'Italia tre gange, i 1967, 1969 og 1976, og han vandt Vuelta a España i 1968.
Da han i 1968 vandt Vuelta a España, blot tre år efter at han var blevet professionel, blev han den blot anden cykelrytter, for hvem det var lykkedes at vinde alle cykelsportens tre Grand Tours: Tour de France, Giro d'Italia og Vuelta a España. Senere har endnu to opnået det samme.
Blandt Gimondis øvrige bemærkelsesværdige sejre kan nævnes Paris-Roubaix og Giro di Lombardia, som han begge vandt i 1966. Derudover vandt han verdensmesterskabet i 1973, efter at være blevet nr. 2 i 1971 og nr. 3 i 1970.
Gimondi har rekorden med flest podieplaceringer i Giro d'Italia. Ni gange har han stået på podiet: tre gange som sejrherre, to gange på andenpladsen og fire gange på en tredjeplads.